# خانه کمباف
خانه تاریخی کمباف مربوط به دوره قاجار است و در آران و بیدگل، خیابان ۲۲ بهمن، محله توده بیدگل، کوچه ساطع واقع شده و این اثر در تاریخ ۱۶ دی ۱۳۸۷ با شمارهٔ ثبت ۲۴۴۴۳ به‌عنوان یکی از آثار ملی ایران به ثبت رسیده است.